# Wynne (inslagkrater)
Wynne is een inslagkrater op de planeet Venus. Wynne werd in 1997 genoemd naar Wynne, een Engelse meisjesnaam.
De krater heeft een diameter van 10 kilometer en bevindt zich in het quadrangle Fortuna Tessera (V-2).